# James Atkinson
James Neil "Jim" Atkinson, född 10 januari 1929, död 31 juli 2010, var en amerikansk bobåkare.
Atkinson blev olympisk silvermedaljör i fyrmansbob vid vinterspelen 1952 i Oslo.